# Conistra decorata
Conistra decorata là một loài bướm đêm trong họ Noctuidae.